# اتفاقية التجارة الحرة بين البحرين والولايات المتحدة
- United States–Bahrain Free Trade Agreement (USBFTA)  (لغة?)
- اتفاقية التجارة الحرة بين الولايات المتحدة الأمريكية ومملكة البحرين  (عربية)

وقعت البحرين والولايات المتحدة اتفاقية التجارة الحرة في 14 سبتمبر 2004. تم التصديق من قبل الولايات المتحدة مجلس النواب يوم 7 ديسمبر 2005 بواسطة 327 مؤيد 95 معارض و10 لم يصوتوا. وافق مجلس الشيوخ الأمريكي على مشروع القانون في 13 ديسمبر 2005. وقع رئيس الولايات المتحدة جورج دبليو بوش قانون تنفيذ اتفاقية التجارة الحرة بين البحرين والولايات المتحدة ليصبح قانونا في 11 يناير 2006. تم تنفيذ اتفاقية التجارة الحرة في 1 أغسطس 2006 مما قلل حواجز معينة من التجارة بين البلدين.
تعود المراحل المبكرة  لمفاوضات التجارة الحرة بين البحرين والولايات المتحدة إلى عام 1999، والتي شهدت توقيع معاهدة الاستثمار الثنائية التي دخلت حيز التنفيذ في 31 مايو 2001. وهي أول معاهدة من نوعها يتم توقيعها بين الولايات المتحدة وأحد دول مجلس التعاون الخليجي بهدف تحفيز تدفق الاستثمارات الخاصة بين البلدين. اتفق الطرفان على أن الإطار المستقر للاستثمار من شأنه أن يزيد الاستخدام الفعال للموارد الاقتصادية ويحسن مستويات المعيشة. وبعد عام واحد، تم التوقيع على اتفاقية إطار التجارة والاستثمار (TIFA) في 18 يونيو 2002، والتي كانت بمثابة مقدمة لمفاوضات اتفاقية التجارة الحرة. تم صياغة اتفاق تيفا ليكون بمثابة منتدى للحوار الثنائي المستمر حول الإصلاح الاقتصادي وتحرير التجارة.